# تبت آزاد
تبت آزاد (انگلیسی: Free Tibet) یک سازمان مردم‌نهاد است که در لندن مستقر است و در سال ۱۹۸۷ میلادی تأسیس شده‌است و برای استقلال تبت از چین تلاش می‌کند.